# 時體氣
時體氣（時態-體-語氣//TAM、/TMA、時體氣系統/時式動貌系(時貌態)統—）表示在語言之语法體系中，所涵蓋之时态表示(在時間位置上)、體(時間結構-單一時間塊，時間連續流，或重複發生)，及语气或情态(必要性程度、義務、概率、能力度)。 在某些情況下，言據性(evidentiality、證據是否存在的語句，或表"如果是什麼樣的"之語式)也可被包括在內。
該術語的使用是簡便性的，也因此它往往難以解開語言深層結構的一些特性。時常出現的"時態-體-語氣"中的任意兩項(或全部三項)可以由單一的語法結構來表達。但是這種系統可能是不完整的，然而並非所有可能的組合或可能含有可行性的架構。在其他情況下，有可能無法清晰的界定"時態及語氣"，或者"體及語氣"等之分類。
例如，許多印歐語言不會很明確的區分"時態"及"體"。 在有些語言裡，比如西班牙語和現代希臘語中，傳統上"未完成體"(imperfective aspect)是和"過去式"結合在一起被稱為"未完成式"(imperfect)。而在其它語言中則另用"過去未完成式"(past imperfective)來表示、比如拉丁語及波斯語。
並非所有語言會將"時態、體，及語氣"混為一談。不過，在理論上"時態、體，及語氣"能以獨立的語法標記更接近地表現出理想上三者的區別性。在一些分析語言(analytic language)裡、比如克里奧爾語上會出現這種語言生物程序理論(Language bioprogram theory)的現象。

## 克里奧爾語
克里奧爾語，使用在大西洋和非大西洋地區，其語言往往涵蓋有著大量的句法功能，包括避免規範詞素(附著詞素)的特性。